# مارک وارن
 مارک وارن (انگلیسی: Marc Warren؛ زادهٔ ۲۰ مارس ۱۹۶۷) یک هنرپیشه اهل بریتانیا است. وی از سال ۱۹۸۹ میلادی تاکنون مشغول فعالیت بوده‌است.
از فیلم‌ها یا برنامه‌های تلویزیونی که وی در آن نقش داشته است می‌توان به تحت تعقیب، شیادها، بن هور ، ترانه‌ای برای یک پسر ژنده‌پوش، آن‌سوی آینه و قواعد شهوت اشاره کرد.